# Heinrich Gerlich
August Heinrich Karl Gerlich (* 19. April 1882 in Alfeld (Leine); † 15. Juni 1960 in Remagen) war ein Wirtschaftswissenschaftler (Volkswirt), Verbandsfunktionär und Politiker (DVP, CDU). Er war Landrat des Landkreises Ostprignitz sowie Mitglied des Volksrates und der Provisorischen Volkskammer.

## Leben
Heinrich Gerlich war ein Sohn des Bahnhofsvorstehers August Gerlich und seiner Ehefrau, geb. Bräske. 1893 bis 1902 besuchte er das Kaiserin-Auguste-Victoria-Gymnasium in Linden. Zum Ablegen der Reifeprüfung wechselte er im September 1903 an das Königliche Gymnasium in Hann. Münden. Ostern 1904 nahm er ein Studium der Rechte und der Staatswissenschaften in Berlin, Würzburg und Kiel auf. 1908 wurde er an der Christian-Albrechts-Universität zu Kiel bei Ludwig Bernhard zum Dr. phil. promoviert. Heinrich Gerlich hielt im Februar 1910 ein Referat auf der 38. Plenarversammlung des Deutschen Landwirtschaftsrats, die seine Anregungen in einem Beschluss aufnahm. Am 24. Juli 1910 erfolgte an der Rechts- und Staatswissenschaftlichen Fakultät der Julius-Maximilians-Universität Würzburg eine weitere Promotion bei Georg von Schanz zum Dr. rer. pol. (Doktor der Staatswissenschaften).
Im ausgehenden Kaiserreich war Gerlich Schriftleiter der Verbandszeitschrift Der deutsche Delikatessenhändler des Vereins Deutscher Kaufleute der Delikatessenbranche e. V. Auf einer Versammlung des Vereins in Dresden 1911 sprach er sich gegen die Schaffung einer „begutachtenden Zentrale“ für Lebensmittel aus. Zum 8. Trefftag des Vereins vom 6.–11. Juli 1914 in Köln gab Heinrich Gerlich eine Festschrift heraus. Während des Ersten Weltkriegs war er bei der am 18. Mai 1916 errichteten Reichsstelle für Gemüse und Obst beschäftigt, die unmittelbar an das Kriegsernährungsamt angeschlossen war und von dem Abteilungsleiter Alfred von Tilly (* 1866; † nach 1937) geleitet wurde. Die Reichsstelle legte Erzeugerpreise, Richt- und Höchstpreise für Gemüse, Obst und Südfrüchte fest.
Nach dem Ersten Weltkrieg war Heinrich Gerlich Geschäftsführer des Zentralverbandes der chemisch-technischen Industrie e. V. in Berlin. „Dr. phil. et rer. pol. Gerlich, Geschäftsführer, Berlin-Schöneberg“ kandidierte am 26. Januar 1919 erfolglos auf den Listen der DVP in den Wahlkreisen 3 (Stadt Berlin) und 13 (Merseburg, Erfurt, Schmalkalden) zur Wahl der verfassungsgebenden Preußischen Landesversammlung. 1919 wurde er Syndikus des Zentralverbandes der Land-, Forst- und Weinbergsarbeiter in Berlin und gehörte als Arbeitnehmervertreter dem 14-köpfigen Wirtschaftsrat beim Reichswirtschaftsministerium an, ab 1920 dem Vorläufigen Reichswirtschaftsrat. Gerlich war bis 1925 auch Hauptgeschäftsführer des 1919 gegründeten Reichsverbands deutscher Guts- und Forstbeamten (RDGF). Dieser Verband gab die Deutsche Gutsbeamten-Zeitung heraus und war dem Gesamtverband deutscher Angestelltengewerkschaften und damit dem christlich-nationalen Deutschen Gewerkschaftsbund angeschlossen. Sein Nachfolger im RDGF wurde 1925 Wilhelm Wallbaum (DNVP). 1926 war Heinrich Gerlich Geschäftsführer der Reichszentrale für die Entsendung von Kindern zum Erholungsaufenthalt. Vermutlich erhielt er im Zusammenhang dieser Tätigkeit ein Ehrendoktorat. Gerlich war auch geschäftsführendes Vorstandsmitglied des Tochtervereins Erholungspflege deutscher Kinder im Auslande e. V. (Edeuka) mit Sitz in Würzburg, der im Inland, in Österreich und der Schweiz tätig war und folgende Jugendhilfeeinrichungen betrieb:
- Jugendheim Friedensburg in Ahlbeck,
- Haus Nordmark in Westerland,[20]
- Kindererholungsheim Burg Rieneck[21]
- Jugenderholungsheim Schloss Waidburg in Natters bei Innsbruck,[22]
- Jugendheim Cap Wörth in Velden am Wörther See und
- Jugenderholungsheim in Neumarkt in Steiermark.[23]

Im Zuge der nationalsozialistischen Machtübernahme wurde Gerlich 1933 als Geschäftsführer der Reichszentrale entlassen. 1934 wurde er von der NS-Justiz gemeinsam mit dem ehemaligen preußischen Minister für Volkswohlfahrt Heinrich Hirtsiefer (Zentrum), Staatssekretär a. D. Adolf Scheidt (parteilos), Ministerialdirigent (Staatssekretär) a. D. Hermann Peters (* 1869), Ministerialdirektor a. D. Alexander Schneider und dem Verwaltungsdirektor Geheimer Regierungsrat Hermann Tillich vor der 7. Großen Strafkammer des Landgerichts Berlin in Moabit wegen „Untreue“ und „Betrug“ angeklagt. Der Prozess wurde am 23. Juli 1934 eingestellt. Bei Gerlich und Peters wurde das Verfahren ohne Feststellung einer Schuld auf Grund des Amnestiegesetzes vom 20. Dezember 1932 eingestellt. Volkswirt Dr. Dr. Heinrich Gerlich lebte bis zum Zweiten Weltkrieg in Eichwalde bei Berlin.
Nach Kriegsende war Heinrich Gerlich 1945 Sektionsleiter beim Amt für Ernährung des Magistrats von Berlin, das zunächst von dem ehemaligen Reichsminister für Ernährung und Landwirtschaft Andreas Hermes (Zentrum, CDU) geleitet wurde. Hermes und Gerlich beteiligten sich am 1. September 1945 in Berlin am erfolglosen Versuch der Gründung eines Allgemeinen deutschen Bauernverbands in der Sowjetischen Besatzungszone (SBZ). Heinrich Gerlich trat der im Juni 1945 gegründeten CDU in der SBZ bei und wurde Bürgermeister von Kyritz. Ab 1947 war er Landrat des Landkreises Ostprignitz im Land Mark Brandenburg.
Seit dem 2. Juli 1948 gehörte Heinrich Gerlich als Nachrücker des Abgeordneten Karl Lukits für die CDU dem 1. Deutschen Volksrat in der SBZ an. Danach war er bis 1950 Mitglied des 2. Deutschen Volksrates, der sich am 7. Oktober 1949 als „Provisorische Volkskammer“ der DDR konstituierte. Am 22. Februar 1950 wurde er anstelle von Carl Günther Ruland (CDU) Mitglied ihres Rechtsausschusses.
Vermutlich im Sog der Ereignisse um Siegfried Witte und Hugo Hickmann (beide CDU) erzwang der brandenburgische Innenminister Bruno Lentzsch (SED) Anfang 1950 Gerlichs Rücktritt als Landrat. Es wurde auch ein Erstattungsbeschluss gegen Gerlich erlassen, weil man ihm einen Fehlbestand an öffentlichem Vermögen seiner Dienststelle vorwarf. An einer Besprechung am 15. Juni 1950 in Neustrelitz zur Beratung von Grenzverschiebungen (Drenkow, Porep, Suckow, Quaslinermühle, Klein Pankow, Redlin) zwischen den Ländern Brandenburg und Mecklenburg nahm der mit zuständige Landrat von Ostpriegnitz nicht mehr teil.
Landrat a. D. Heinrich Gerlich übersiedelte in die Bundesrepublik und war in den 1950er Jahren 1. Vorsitzender des Landesverbands Rheinland-Pfalz des Gesamtverbands der Sowjetzonenflüchtlinge in Mainz.

## Werke
- Die deutsche Fleischproduktion, ihr gegenwärtiger Stand und ihre voraussichtliche Entwickelung. (diss. phil. Kiel 1908). Gehhardt, Jahn und Landt, Schöneberg-Berlin 1909 (Google-Books; eingeschränkte Vorschau)
  - Die deutsche Fleischproduktion, ihr gegenwärtiger Stand und ihre voraussichtliche Entwickelung.[40] In: Zeitschrift für Agrarpolitik. Organ des Deutschen Landwirtschaftsrates 9,7 (1909)
- Ein Beitrag zur Fleischteuerungspolitik deutscher Städte. In: Maßnahmen der deutschen Städteverwaltungen für die Fleischversorgung der Bevölkerung. Notierung der Schlachtvieh- und Fleischpreise. Verhandlungen der XXXVIII. Plenarversammlung des Deutschen Landwirtschaftsrats 1910 vom 15.–18. Februar 1910 (Drucksache Nr. 7) = Archiv des deutschen Landwirtschaftsrats 34 (1910), S. 130–212 (Google-Books; eingeschränkte Vorschau)
- Die Preisbildung und Preisentwicklung für Vieh und Fleisch am Berliner Markte. (diss. rer. pol. Würzburg 1910). Pierer, Altenburg 1911
  - Die Preisbildung und Preisentwicklung für Vieh und Fleisch am Berliner Markte (für Schweine) = Philipp Arnold, Max Sering (Hrsg.): Untersuchungen über Preisbildung A. Abteilung für Preisbildung bei den agrarischen Produkten, Teil I. (Schriften des Vereins für Sozialpolitik 139/I). Duncker & Humblot, Berlin 1911 (Google-Books); eingeschränkte Vorschau); Nachdrucke Topos, Vaduz 1992; Duncker & Humblot reprints, Berlin 2014 und 2015, ISBN 978-3-428-17426-3)
- (Schriftleiter) Verein Deutscher Kaufleute der Delikatessenbranche e. V. (Hrsg.): Der deutsche Delikatessenhändler. Fest-Ausgabe zum 8. Trefftag der Deutschen Delikatessenhändler vom 6.–11. Juli 1914 zu Cöln. Müller, Berlin 1914[41]
- Denkschrift über Erfassung und Verwertung der wildwachsenden Nutzpflanzen und Wildfrüchte für die Volksernährung. In: Reichsstelle für Gemüse und Obst (Hrsg.): Wildgemüse und Pilze, ihre Einsammlung und Verwertung. Auf Grund der unter Mitwirkung von Geheimrat Prof. Dr. Rubner, Klein, Küster, Henze[42] und anderen Sachverständigen in Berlin und Bonn veranstalteten Lehrgänge der Reichsstelle für Gemüse und Obst. Paul Parey, Berlin 1917[43]
- (mit einem Vorwort von Alexander Schneider)[25] 10 Jahre Landaufenthalt für Stadtkinder, e. V. Reichszentrale für die Entsendung von Kindern zum Erholungsaufenthalt / Büttner, Berlin 1928
- Zum Geleit![44] In: Ostprignitzer Kreisblatt. Amtliches Nachrichtenblatt des Kreises Ostprignitz 1,1 (1947) vom 1. Oktober 1947, Bl. 1